# 金谷武洋
金谷 武洋（かなや たけひろ、1951年 - ）は、カナダ在住の日本人言語学者。専門は類型論、日本語教育。

## 来歴
北海道北見市生まれ。函館ラ・サール高等学校を経て、東京大学教養学部教養学科フランス分科卒業。1975年カナダ・ケベックに渡り、ラヴァル大学で修士号（言語学）、1995年「La notion de sujet en japonais : historique et état présent」でモントリオール大学で博士号（言語学）取得。カナダ放送協会国際局などを経て、2012年までモントリオール大学東アジア研究所日本語科科長を務めた。
専門は言語類型論。本人によれば、三上章の影響であるとしている、独特の「『主語』否定論」を広めている。

## 著書
- 『日本語に主語はいらない 百年の誤謬を正す』講談社選書メチエ 2002年。ISBN 4062582309
- 『日本語文法の謎を解く 「ある」日本語と「する」英語』ちくま新書 2003年。ISBN 4480059830
- 『英語にも主語はなかった 日本語文法から言語千年史へ』講談社選書メチエ 2004年。ISBN 4062582880
  - 改訂版『日本語と西欧語　主語の由来を探る』 講談社学術文庫 2019年。ISBN 4065160693
- 『主語を抹殺した男 評伝三上章』講談社 2006年。ISBN 4062137801
- 『日本語は敬語があって主語がない 「地上の視点」の日本文化論』光文社新書 2010年。ISBN 4334035841
- 『日本語は亡びない』ちくま新書 2010年。ISBN 4480065407
- 『日本語が世界を平和にするこれだけの理由』飛鳥新社 2014年。ISBN 978-4-86410-312-1（文庫版 2018年。ISBN 4864106452）
- 『述語制言語の日本語と日本文化』文化科学高等研究院出版局、2019年。ISBN 4938710471

### 訳書
- 「知ってるかな？」シリーズ　今泉忠明監修 サンパール（フランス語版）絵 アラン・M. ベルジュロン（フランス語版）, ミシェル・カンタン（wikidata）, サンパール文 旺文社、2006年
  - 知ってるかな?カエルの生活 ISBN 4010719044
  - 知ってるかな?カメレオンの生活 ISBN 4010719028
  - 知ってるかな?カラスの生活 ISBN 401071901X
  - 知ってるかな?恐竜の生活 ISBN 4010718994
  - 知ってるかな?ネズミの生活 ISBN 4010719001
  - 知ってるかな?ピラニアの生活 ISBN 4010719036